# St. George (Maine)
St. George – miasto w Stanach Zjednoczonych, w stanie Maine, w hrabstwie Knox.